# Aloina apiculata
Aloina apiculata är en bladmossart som beskrevs av Delgadillo M. 1973. Aloina apiculata ingår i släktet toffelmossor, och familjen Pottiaceae. Inga underarter finns listade i Catalogue of Life.